# Liste der Kulturdenkmale in Elsteraue
In der Liste der Kulturdenkmale in Elsteraue sind alle Kulturdenkmale der Gemeinde Elsteraue und ihrer Ortsteile aufgelistet. Grundlage ist das Denkmalverzeichnis des Landes Sachsen-Anhalt, das auf Basis des Denkmalschutzgesetzes des Landes Sachsen-Anhalt vom 21. Oktober 1991 durch das Landesamt für Denkmalpflege und Archäologie Sachsen-Anhalt erstellt und seither laufend ergänzt wurde (Stand: 31. Dezember 2024).

## Kulturdenkmale nach Ortsteilen

### Alttröglitz
| Lage                          | Bezeichnung        | Beschreibung | Erfassungs- nummer | Ausweisungsart               | Bild           |
| ----------------------------- | ------------------ | --- | ------------------ | ---------------------------- | -------------- |
| Hauptstraße 26–30 (Karte)     | Industrieanlage    | erhaltene historische Gebäude der ehemaligen petrolchemischen Fabrik "Hydrierwerk Zeitz", heute Bestandteile des Chemie- und Industriepark Zeitz; hauptsächlich bestehend aus: - Kulturhaus Alttröglitz, Hauptstraße 26 - Haupteingang mit Durchfahrt und beidseitigen Nebengebäuden, Hauptstraße 28 - Verwaltungsgebäude, Hauptstraße 30 - Feuerwehrturm, südlich Verwaltungsgebäude - Fabrik-Gebäude, Dr.-Bergius-Straße 17 und 19 | 094 85485          | Baudenkmal                   | Weitere Bilder |
| Hauptstraße 26 (Karte)        | Kulturhaus         | ehemaliges Kulturhaus des früheren Hydrierwerk Zeitz; heute als Kultur- und Kongresszentrum Alttröglitz für Großveranstaltung und Konzerte genutzt. | 094 85485 001      | Teilobjekt eines Baudenkmals | Weitere Bilder |
| Hauptstraße 28 (Karte)        | Haupteingang       | ehemaliger Haupteingang mit Durchfahrt (im Norden des früheren Fabrikgelände) sowie die beiden angrenzenden Nebengebäude zwischen Kulturhaus und Verwaltungsgebäude | 094 85485 002      | Teilobjekt eines Baudenkmals | Weitere Bilder |
| Hauptstraße 30 (Karte)        | Verwaltungsgebäude | ehemaliges Verwaltungsgebäude des früheren Hydrierwerk Zeitz; heute Bestandteil des Chemie- und Industriepark Zeitz sowie Sitz der Gemeindeverwaltung Elsteraue | 094 85485 003      | Teilobjekt eines Baudenkmals | Weitere Bilder |
| Hauptstraße 26-30 (Karte)     | Feuerwehrturm      | erhaltenen gebliebener ehemaliger Feuerwehrturm des früheren Hydrierwerk Zeitz; heute Bestandteil des Chemie- und Industriepark Zeitz, ca. 80 m südöstlich des Verwaltungsgebäude, östlich der ehemaligen Mittelachse des früheren Industriegeländes (heute Doktor-von-Linde-Straße) | 094 85485 004      | Teilobjekt eines Baudenkmals | Weitere Bilder |
| Dr.-Bergius-Straße 17 (Karte) | Fabrikgebäude      | ehemaliges Fabrikgebäude des früheren Hydrierwerk Zeitz; heute Bestandteil des Chemie- und Industriepark Zeitz, ca. 140 m südlich des Haupteingang, westlich der ehemaligen Mittelachse des früheren Industriegeländes (heute Doktor-von-Linde-Straße) | 094 85485 005      | Teilobjekt eines Baudenkmals | Weitere Bilder |
| Dr.-Bergius-Straße 19 (Karte) | Fabrikgebäude      | ehemaliges Fabrikgebäude des früheren Hydrierwerk Zeitz; heute Bestandteil des Chemie- und Industriepark Zeitz, ca. 130 m südöstlich des Haupteingang, östlich der ehemaligen Mittelachse des früheren Industriegeländes (heute Doktor-von-Linde-Straße) | 094 85485 006      | Teilobjekt eines Baudenkmals | Weitere Bilder |
| Neue Dorfstraße 5 (Karte)     | Bauernhof          | | 094 86354          | Baudenkmal                   | BW             |
| Neue Dorfstraße 10 (Karte)    | Wohnhaus           | | 094 86355          | Baudenkmal                   | BW             |
| Neue Dorfstraße 28 (Karte)    | Bauernhof          | Bauernhof | 094 86353          | Baudenkmal                   | BW             |

### Beersdorf
| Lage | Bezeichnung  | Beschreibung   | Erfassungs- nummer | Ausweisungsart | Bild         |
| --- | ------------ | -------------- | ------------------ | -------------- | ------------ |
| Straße zwischen Beersdorf und Elstertrebnitz (Sachsen), 450 m nördlich des Abzweigs von der heutigen B 2 (Karte) | Distanzstein | 828            | 094 86572          | Baudenkmal     | Distanzstein |
| Straße zwischen Beersdorf und Elstertrebnitz (Sachsen) (Karte)                                                   | Grenzstein   |                | 094 86573          | Baudenkmal     | Grenzstein   |
| Beersdorf 18, 19, 20, 21 (Karte)                                                                                 | Häusergruppe |                | 094 86191          | Denkmalbereich | BW           |
| Beersdorf 23 (Karte)                                                                                             | Wohnhaus     |                | 094 86189          | Baudenkmal     | BW           |
| Dorfstraße zwischen Beersdorf und Lützkewitz (Karte)                                                             | Gedenkstätte | Kriegerdenkmal | 094 86190          | Baudenkmal     | Gedenkstätte |

### Bornitz
| Lage | Bezeichnung      | Beschreibung                                                                                             | Erfassungs- nummer | Ausweisungsart               | Bild         |
| --- | ---------------- | --- | ------------------ | ---------------------------- | ------------ |
| zwischen den Gemeinden Bornitz und Göbitz über die Weiße Elster (Karte)                                           | Brücke           | | 094 86613          | Baudenkmal                   | BW           |
| (Karte) | Elsterfloßgraben | Kanal Der Elsterfloßgraben wurde in der Vergangenheit auch unter der Erfassungsnummer 094 86650 geführt. | 094 66211          | Baudenkmal                   | BW           |
| Koordinaten fehlen! Hilf mit.                                                                                     | Kanal            | Kanal Wird als Teilobjekt des Elsterfloßgrabens geführt.                                                 | 094 86650 013      | Teilobjekt eines Baudenkmals |              |
| Bornitzer Hauptstraße östlich Bornitzer Hauptstraße 39 (Karte)                                                    | Gedenkstätte     | | 094 85648          | Baudenkmal                   | Gedenkstätte |
| Bornitzer Hauptstraße 3 (Karte)                                                                                   | Schule           | | 094 85649          | Baudenkmal                   | BW           |
| Bornitzer Hauptstraße 11 (Karte)                                                                                  | Wohnhaus         | | 094 85650          | Baudenkmal                   | BW           |
| Bornitzer Hauptstraße 15 (Karte)                                                                                  | Bauernhof        | | 094 85651          | Baudenkmal                   | BW           |
| Bornitzer Hauptstraße 17, 18, 20, 22, 23, 24, 26, 28, 29, 32, 33, 34, 36, 36a, 37, 38, 39, 40, 42, 44, 48 (Karte) | Straßenzug       | | 094 85653          | Denkmalbereich               | BW           |
| Bornitzer Hauptstraße 17 (Karte)                                                                                  | Bauernhof        | Bauernhof 2024 wurde die Ausweisungsart von Baudenkmal zu Denkmalbereich verändert.                      | 094 85652          | Denkmalbereich               | BW           |
| Bornitzer Hauptstraße 18 (Karte)                                                                                  | Wohnhaus         | Wohnhaus                                                                                                 | 094 85654          | Baudenkmal                   | BW           |
| Bornitzer Hauptstraße 22 (Karte)                                                                                  | Wohnhaus         | | 094 85655          | Baudenkmal                   | BW           |
| Bornitzer Hauptstraße 23 (Karte)                                                                                  | Wohnhaus         | | 094 85656          | Baudenkmal                   | BW           |
| Bornitzer Hauptstraße 26 (Karte)                                                                                  | Bauernhof        | | 094 85657          | Baudenkmal                   | BW           |
| Bornitzer Hauptstraße 28 (Karte)                                                                                  | Wohnhaus         | | 094 85658          | Baudenkmal                   | BW           |
| Bornitzer Hauptstraße 29 (Karte)                                                                                  | Wohnhaus         | | 094 85659          | Baudenkmal                   | BW           |
| Bornitzer Hauptstraße 33 (Karte)                                                                                  | Wohnhaus         | | 094 85661          | Baudenkmal                   | BW           |
| Bornitzer Hauptstraße 34 (Karte)                                                                                  | Wohnhaus         | | 094 85662          | Baudenkmal                   | BW           |
| Bornitzer Hauptstraße 35 (Karte)                                                                                  | Wohnhaus         | | 094 85663          | Baudenkmal                   | BW           |
| Bornitzer Hauptstraße 36, 36a (Karte)                                                                             | Bauernhof        | | 094 85664          | Baudenkmal                   | BW           |
| Bornitzer Hauptstraße 38 (Karte)                                                                                  | Bauernhof        | | 094 85665          | Baudenkmal                   | BW           |
| Bornitzer Hauptstraße 39 (Karte)                                                                                  | Wohnhaus         | | 094 85666          | Baudenkmal                   | BW           |
| Bornitzer Hauptstraße 40 (Karte)                                                                                  | Bauernhof        | | 094 85667          | Baudenkmal                   | BW           |
| Bornitzer Hauptstraße 42 (Karte)                                                                                  | Wohnhaus         | | 094 85668          | Baudenkmal                   | BW           |
| Schulgasse 5 (Karte)                                                                                              | Wohnhaus         | | 094 85673          | Baudenkmal                   | BW           |
| Trift 1 (Karte)                                                                                                   | Wohnhaus         | Wohnhaus                                                                                                 | 094 85674          | Baudenkmal                   | BW           |

### Draschwitz
| Lage                                                | Bezeichnung               | Beschreibung | Erfassungs- nummer | Ausweisungsart               | Bild                      |
| --------------------------------------------------- | ------------------------- | --- | ------------------ | ---------------------------- | ------------------------- |
| (Karte)                                             | Elsterfloßgraben          | Kanal Wird als Teilobjekt des Elsterfloßgrabens geführt. In der Vergangenheit bestand auch die Erfassungsnummer 094 86651. | 094 66211 014      | Teilobjekt eines Baudenkmals | BW                        |
| Draschwitzer Hauptstraße (Karte)                    | Kirche                    | Kirche | 094 85717          | Baudenkmal                   | Weitere Bilder            |
| Draschwitzer Hauptstraße südlich der Kirche (Karte) | Kriegerdenkmal Draschwitz | | 094 85716          | Baudenkmal                   | Kriegerdenkmal Draschwitz |
| Draschwitzer Hauptstraße nördlich Nr. 8 (Karte)     | Kriegerdenkmal            | | 094 85720          | Baudenkmal                   | BW                        |
| Draschwitzer Hauptstraße östlich Nr. 55 (Karte)     | Kriegerdenkmal            | | 094 85736          | Baudenkmal                   | BW                        |
| Draschwitzer Hauptstraße (Karte)                    | Straße                    | | 094 86633          | Baudenkmal                   | BW                        |
| Draschwitzer Hauptstraße 1 (Karte)                  | Wohnhaus                  | | 094 85714          | Baudenkmal                   | BW                        |
| Draschwitzer Hauptstraße 3 (Karte)                  | Pfarrhaus                 | | 094 85718          | Baudenkmal                   | BW                        |
| Draschwitzer Hauptstraße 8 (Karte)                  | Wohnhaus                  | | 094 85719          | Baudenkmal                   | BW                        |
| Draschwitzer Hauptstraße 10 (Karte)                 | Pfarrhof                  | | 094 85721          | Baudenkmal                   | BW                        |
| Draschwitzer Hauptstraße 11 (Karte)                 | Bauernhof                 | | 094 85722          | Baudenkmal                   | BW                        |
| Draschwitzer Hauptstraße 18 (Karte)                 | Wohnhaus                  | | 094 85723          | Baudenkmal                   | BW                        |
| Draschwitzer Hauptstraße 1a (Karte)                 | Wohnhaus                  | | 094 85715          | Baudenkmal                   | BW                        |
| Draschwitzer Hauptstraße 26 (Karte)                 | Wohnhaus                  | | 094 85724          | Baudenkmal                   | BW                        |
| Draschwitzer Hauptstraße 31 (Karte)                 | Wohnhaus                  | | 094 85725          | Baudenkmal                   | BW                        |
| Draschwitzer Hauptstraße 31a (Karte)                | Schule                    | | 094 85726          | Baudenkmal                   | BW                        |
| Draschwitzer Hauptstraße 31b (Karte)                | Wirtschaftsgebäude        | | 094 85727          | Baudenkmal                   | BW                        |
| Draschwitzer Hauptstraße 34 (Karte)                 | Wohnhaus                  | | 094 85729          | Baudenkmal                   | BW                        |
| Draschwitzer Hauptstraße 38, 39, 40 (Karte)         | Häusergruppe              | | 094 85730          | Denkmalbereich               | BW                        |
| Draschwitzer Hauptstraße 43 (Karte)                 | Wohnhaus                  | | 094 85731          | Baudenkmal                   | BW                        |
| Draschwitzer Hauptstraße 55 (Karte)                 | Bauernhof                 | | 094 85733          | Baudenkmal                   | BW                        |
| Draschwitzer Hauptstraße 57 (Karte)                 | Wohnhaus                  | | 094 85734          | Baudenkmal                   | BW                        |
| Hauptstraße 32/32a (Karte)                          | Inschriftstein            | | 094 85728          | Baudenkmal                   | BW                        |
| Kreisstraße K 2607 Straße nach Göbitz (Karte)       | Brücke                    | | 094 86934          | Baudenkmal                   | BW                        |
| Schwerzauer Straße 1 (Karte)                        | Villa                     | | 094 85539          | Baudenkmal                   | BW                        |
| Zeitzer Straße 110 (Karte)                          | Wohnhaus                  | | 094 85738          | Baudenkmal                   | BW                        |

### Döbitzschen
| Lage                                        | Bezeichnung    | Beschreibung | Erfassungs- nummer | Ausweisungsart | Bild |
| ------------------------------------------- | -------------- | ------------ | ------------------ | -------------- | ---- |
| Grünfläche am östlichen Ortsausgang (Karte) | Kriegerdenkmal |              | 094 86083          | Baudenkmal     | BW   |
| Zeitzer Straße 4 (Karte)                    | Bauernhof      |              | 094 86078          | Baudenkmal     | BW   |
| Zeitzer Straße 5 (Karte)                    | Wohnhaus       |              | 094 86079          | Baudenkmal     | BW   |
| Zeitzer Straße 8 (Karte)                    | Scheune        |              | 094 86080          | Baudenkmal     | BW   |
| Zeitzer Straße 9 (Karte)                    | Bauernhof      |              | 094 86081          | Baudenkmal     | BW   |
| Zeitzer Straße 24 (Karte)                   | Bauernhof      |              | 094 86082          | Baudenkmal     | BW   |

### Gleina
| Lage | Bezeichnung        | Beschreibung | Erfassungs- nummer | Ausweisungsart | Bild   |
| --- | ------------------ | --- | ------------------ | -------------- | ------ |
| Dorfstraße (Karte) | Friedhof           | | 094 86376          | Baudenkmal     | BW     |
| Dorfstraße (Karte) | Kirche             | | 094 86368          | Baudenkmal     | Kirche |
| Dorfstraße (Karte) | Kriegerdenkmal     | | 094 86377          | Baudenkmal     | BW     |
| Dorfstraße 8 (Karte) | Wirtschaftsgebäude | | 094 86369          | Baudenkmal     | BW     |
| Dorfstraße 14 (Karte) | Wirtschaftsgebäude | | 094 86370          | Baudenkmal     | BW     |
| Dorfstraße 16 (Karte) | Wohnhaus           | | 094 86371          | Baudenkmal     | BW     |
| Dorfstraße 26 (Karte) | Wirtschaftsgebäude | | 094 86372          | Baudenkmal     | BW     |
| Dorfstraße 28 (Karte) | Bauernhof          | | 094 86373          | Baudenkmal     | BW     |
| Dorfstraße 30 (Karte) | Wohnhaus           | | 094 86374          | Baudenkmal     | BW     |
| Dorfstraße 32 (Karte) | Bauernhof          | | 094 86375          | Baudenkmal     | BW     |
| Dorfstraße 35 (Karte) | Wohnhaus           | | 094 86378          | Baudenkmal     | BW     |
| Dorfstraße 54 (Karte) | Wohnhaus           | | 094 86379          | Baudenkmal     | BW     |
| Sprossener Straße, ehemaliger Verlauf der B 180, vor dem Gewerbegebiet am östlichen Ortseingang, nördliche Straßenseite (Karte) | Distanzstein       | preußischer Viertelmeilenstein, kleine Glocke aus der Zeit des frühen 19. Jahrhunderts, 2017 als Denkmal ausgewiesen | 094 66220          | Kleindenkmal   | BW     |

### Göbitz
| Lage                                                       | Bezeichnung    | Beschreibung                   | Erfassungs- nummer | Ausweisungsart | Bild      |
| ---------------------------------------------------------- | -------------- | ------------------------------ | ------------------ | -------------- | --------- |
| Bornitzer Weg 1 (Karte)                                    | Mühlenhof      |                                | 094 85893          | Baudenkmal     | Mühlenhof |
| Bornitzer Weg, Werbenhainer Straße an der Kreuzung (Karte) | Kriegerdenkmal |                                | 094 85892          | Baudenkmal     | BW        |
| Tornaer Straße 9 (Karte)                                   | Gasthof        | Weißer Hirsch                  | 094 85891          | Baudenkmal     | BW        |
| Werbenhainer Straße (Karte)                                | Denkmal        | Denkmal für den Mühlenbesitzer | 094 85894          | Baudenkmal     | BW        |
| Werbenhainer Straße 3 (Karte)                              | Wohnhaus       |                                | 094 85895          | Baudenkmal     | BW        |

### Kadischen
| Lage                                | Bezeichnung | Beschreibung | Erfassungs- nummer | Ausweisungsart | Bild     |
| ----------------------------------- | ----------- | ------------ | ------------------ | -------------- | -------- |
| Dorfstraße 1, 2, 3, 4, 5, 7 (Karte) | Ortskern    |              | 094 86381          | Denkmalbereich | Ortskern |
| Kadischen 1 (Karte)                 | Bauernhof   |              | 094 86382          | Baudenkmal     | BW       |
| Kadischen 2 (Karte)                 | Bauernhof   |              | 094 86383          | Baudenkmal     | BW       |
| Kadischen 3 (Karte)                 | Wohnhaus    |              | 094 86384          | Baudenkmal     | BW       |
| Kadischen 4 (Karte)                 | Wohnhaus    |              | 094 86385          | Baudenkmal     | BW       |
| Kadischen 7 (Karte)                 | Wohnhaus    |              | 094 86387          | Baudenkmal     | BW       |

### Krimmitzschen
| Lage                    | Bezeichnung | Beschreibung | Erfassungs- nummer | Ausweisungsart | Bild     |
| ----------------------- | ----------- | ------------ | ------------------ | -------------- | -------- |
| Krimmitzschen 2 (Karte) | Wohnhaus    | Weberhaus    | 094 86202          | Baudenkmal     | Wohnhaus |
| Krimmitzschen 4 (Karte) | Bauernhof   |              | 094 86203          | Baudenkmal     | BW       |
| Krimmitzschen 5 (Karte) | Scheune     |              | 094 86204          | Baudenkmal     | BW       |
| Krimmitzschen 7 (Karte) | Wohnhaus    |              | 094 86205          | Baudenkmal     | BW       |

### Krimmlitz
| Lage                                             | Bezeichnung  | Beschreibung | Erfassungs- nummer | Ausweisungsart | Bild           |
| ------------------------------------------------ | ------------ | --- | ------------------ | -------------- | -------------- |
| Zeitzer Straße 165, vor dem Kindergarten (Karte) | Distanzstein | preußischer Viertelmeilenstein, kleine Glocke aus der Zeit des frühen 19. Jahrhunderts, 2017 als Denkmal ausgewiesen | 094 66222          | Kleindenkmal   | Weitere Bilder |

### Könderitz
| Lage                                                  | Bezeichnung        | Beschreibung             | Erfassungs- nummer | Ausweisungsart | Bild             |
| ----------------------------------------------------- | ------------------ | ------------------------ | ------------------ | -------------- | ---------------- |
| ehem. Etzoldshain, am nordwestlichen Ortsrand (Karte) | Burg Etzoldshain   | Burg                     | 094 81177          | Baudenkmal     | Burg Etzoldshain |
| nördlich der ehem. Ortslage Etzoldshain (Karte)       | Grabmal            | Rolandsches Erbbegräbnis | 094 86638          | Baudenkmal     | BW               |
| Etzoldshainer Straße 1 (Karte)                        | Bauernhof          |                          | 094 81184          | Baudenkmal     | BW               |
| Etzoldshainer Straße 3 (Karte)                        | Wohnhaus           |                          | 094 81185          | Baudenkmal     | BW               |
| Etzoldshainer Straße 9 ehem. Etzoldshain (Karte)      | Wirtschaftsgebäude |                          | 094 81178          | Baudenkmal     | BW               |
| Könderitzer Dorfstraße 3 (Karte)                      | Wohnhaus           |                          | 094 81180          | Baudenkmal     | BW               |
| Könderitzer Hauptstraße 7 (Karte)                     | Saalbau            |                          | 094 86017          | Baudenkmal     | BW               |
| Könderitzer Hauptstraße 14 (Karte)                    | Bauernhof          |                          | 094 81182          | Baudenkmal     | BW               |
| Könderitzer Hauptstraße 17 (Karte)                    | Wirtschaftsgebäude |                          | 094 81187          | Baudenkmal     | BW               |
| Könderitzer Hauptstraße 18 (Karte)                    | Wohnhaus           |                          | 094 81179          | Baudenkmal     | BW               |
| Könderitzer Hauptstraße 22 (Karte)                    | Bauernhof          |                          | 094 81183          | Baudenkmal     | Bauernhof        |

### Langendorf
| Lage                                                  | Bezeichnung        | Beschreibung | Erfassungs- nummer | Ausweisungsart | Bild           |
| ----------------------------------------------------- | ------------------ | ------------ | ------------------ | -------------- | -------------- |
| Am Anger (Karte)                                      | Kriegerdenkmal     |              | 094 86051          | Baudenkmal     | BW             |
| Im Winkel 4 (Karte)                                   | Stall              |              | 094 86052          | Baudenkmal     | BW             |
| Im Winkel 5 (Karte)                                   | Wirtschaftsgebäude |              | 094 86053          | Baudenkmal     | BW             |
| Im Winkel 8 (Karte)                                   | Wirtschaftsgebäude |              | 094 86054          | Baudenkmal     | BW             |
| Luckaer Straße 5 (Karte)                              | Wohnhaus           |              | 094 86056          | Baudenkmal     | BW             |
| Luckaer Straße 11 (Karte)                             | Bauernhof          |              | 094 86057          | Baudenkmal     | BW             |
| Luckaer Straße 16, 17, 19, 21, 22, 23, 25, 26 (Karte) | Häusergruppe       |              | 094 86058          | Denkmalbereich | Häusergruppe   |
| Luckaer Straße 34 (Karte)                             | Wohnhaus           |              | 094 86059          | Baudenkmal     | Wohnhaus       |
| Luckaer Straße 35 (Karte)                             | Wirtschaftsgebäude |              | 094 86060          | Baudenkmal     | BW             |
| Rodaer Winkel 3 (Karte)                               | Wohnhaus           |              | 094 86061          | Baudenkmal     | BW             |
| Rodaer Winkel 4 (Karte)                               | Bauernhof          |              | 094 86062          | Baudenkmal     | BW             |
| Rodaer Winkel 7 (Karte)                               | Wohnhaus           |              | 094 86063          | Baudenkmal     | BW             |
| Rodaer Winkel 9 (Karte)                               | Bauernhof          |              | 094 86064          | Baudenkmal     | BW             |
| Traupitzer Weg 1 (Karte)                              | Bauernhof          |              | 094 86065          | Baudenkmal     | BW             |
| Traupitzer Weg 2 (Karte)                              | Bauernhof          |              | 094 86066          | Baudenkmal     | BW             |
| Traupitzer Weg 5 (Karte)                              | Schule             |              | 094 86067          | Baudenkmal     | BW             |
| Traupitzer Weg 6 (Karte)                              | Kirche             |              | 094 86055          | Baudenkmal     | Weitere Bilder |
| Traupitzer Weg 6 (Karte)                              | Pfarrhaus          |              | 094 86068          | Baudenkmal     | Pfarrhaus      |

### Lützkewitz
| Lage                      | Bezeichnung        | Beschreibung | Erfassungs- nummer | Ausweisungsart | Bild |
| ------------------------- | ------------------ | ------------ | ------------------ | -------------- | ---- |
| Lützkewitz 8 (Karte)      | Bauernhof          |              | 094 86192          | Baudenkmal     | BW   |
| Lützkewitz 16 (Karte)     | Wohnhaus           |              | 094 86194          | Baudenkmal     | BW   |
| Lützkewitz 25 (Karte)     | Bauernhof          |              | 094 86195          | Baudenkmal     | BW   |
| Lützkewitz 26a, b (Karte) | Bauernhof          |              | 094 86196          | Baudenkmal     | BW   |
| Lützkewitz 33 (Karte)     | Wirtschaftsgebäude |              | 094 86198          | Baudenkmal     | BW   |
| Lützkewitz 34, 35 (Karte) | Häusergruppe       |              | 094 86199          | Denkmalbereich | BW   |
| Lützkewitz 36 (Karte)     | Bauernhof          |              | 094 86200          | Baudenkmal     | BW   |
| Lützkewitz 37 (Karte)     | Wohnhaus           |              | 094 86201          | Baudenkmal     | BW   |

### Maßnitz
| Lage                                                                | Bezeichnung    | Beschreibung | Erfassungs- nummer | Ausweisungsart | Bild |
| ------------------------------------------------------------------- | -------------- | ------------ | ------------------ | -------------- | ---- |
| Am Maßnitzer Teich, Maßnitzer Dorfstraße Maßnitzer Kreuzung (Karte) | Kriegerdenkmal |              | 094 85902          | Baudenkmal     | BW   |
| Maßnitzer Dorfstraße (Karte)                                        | Kirche         |              | 094 85901          | Baudenkmal     | BW   |
| Maßnitzer Dorfstraße (Karte)                                        | Kriegerdenkmal |              | 094 85900          | Baudenkmal     | BW   |
| Maßnitzer Dorfstraße 10 (Karte)                                     | Stall          |              | 094 85899          | Baudenkmal     | BW   |
| Maßnitzer Dorfstraße 28 (Karte)                                     | Bauernhaus     |              | 094 85897          | Baudenkmal     | BW   |
| Maßnitzer Dorfstraße 30 (Karte)                                     | Bauernhof      |              | 094 85896          | Baudenkmal     | BW   |

### Minkwitz
| Lage                                                                  | Bezeichnung | Beschreibung | Erfassungs- nummer | Ausweisungsart | Bild       |
| --------------------------------------------------------------------- | ----------- | ------------ | ------------------ | -------------- | ---------- |
| Minkwitzer Dorfstraße 10, 12, 14, 15, 16, 17, 18, 19, 20, 22, (Karte) | Straßenzug  |              | 094 81136          | Denkmalbereich | Straßenzug |
| Minkwitzer Dorfstraße 3, 5, 7 (Karte)                                 | Straßenzug  |              | 094 81149          | Denkmalbereich | Straßenzug |
| Minkwitzer Dorfstraße 3 (Karte)                                       | Bauernhof   |              | 094 81152          | Baudenkmal     | BW         |
| Minkwitzer Dorfstraße 7 (Karte)                                       | Bauernhof   |              | 094 81151          | Baudenkmal     | BW         |
| Minkwitzer Dorfstraße 10 (Karte)                                      | Bauernhof   |              | 094 81137          | Baudenkmal     | BW         |
| Minkwitzer Dorfstraße 14 (Karte)                                      | Bauernhof   |              | 094 81139          | Baudenkmal     | BW         |
| Minkwitzer Dorfstraße 15 (Karte)                                      | Bauernhof   |              | 094 81145          | Baudenkmal     | BW         |
| Minkwitzer Dorfstraße 16 (Karte)                                      | Bauernhof   |              | 094 81140          | Baudenkmal     | BW         |
| Minkwitzer Dorfstraße 17 (Karte)                                      | Bauernhof   |              | 094 81144          | Baudenkmal     | BW         |
| Minkwitzer Dorfstraße 19 (Karte)                                      | Bauernhof   |              | 094 81143          | Baudenkmal     | BW         |
| Minkwitzer Dorfstraße 20 (Karte)                                      | Bauernhof   |              | 094 81141          | Baudenkmal     | BW         |
| Minkwitzer Dorfstraße 29 (Karte)                                      | Bauernhof   |              | 094 81142          | Baudenkmal     | BW         |
| Minkwitzer Dorfstraße 42 (Karte)                                      | Wohnhaus    |              | 094 81153          | Baudenkmal     | BW         |
| Minkwitzer Dorfstraße 57 (Karte)                                      | Bauernhof   |              | 094 81148          | Baudenkmal     | BW         |
| Minkwitzer Straße 7 (Karte)                                           | Wohnhaus    |              | 094 81156          | Baudenkmal     | BW         |
| Minkwitzer Straße 8 (Karte)                                           | Bauernhof   |              | 094 81155          | Baudenkmal     | BW         |
| Minkwitzer Straße 21 (Karte)                                          | Wohnhaus    |              | 094 81154          | Baudenkmal     | BW         |

### Nißma
| Lage                           | Bezeichnung             | Beschreibung | Erfassungs- nummer | Ausweisungsart | Bild                    |
| ------------------------------ | ----------------------- | ------------ | ------------------ | -------------- | ----------------------- |
| Ortsmitte (Karte)              | Kirche                  |              | 094 85482          | Baudenkmal     | Weitere Bilder          |
| Nißmaer Hauptstraße 55 (Karte) | Wohn- und Geschäftshaus |              | 094 85484          | Baudenkmal     | Wohn- und Geschäftshaus |
| Nißmaer Hauptstraße 63 (Karte) | Wohnhaus                |              | 094 85486          | Baudenkmal     | BW                      |

### Oelsen
| Lage                                      | Bezeichnung | Beschreibung | Erfassungs- nummer | Ausweisungsart | Bild |
| ----------------------------------------- | ----------- | ------------ | ------------------ | -------------- | ---- |
| Bergweg 3 (Karte)                         | Wohnhaus    |              | 094 85487          | Baudenkmal     | BW   |
| Langer Weg 7 (Karte)                      | Mühle       | Meutitzmühle | 094 85488          | Baudenkmal     | BW   |
| Mühlenweg westlich der Untermühle (Karte) | Brücke      |              | 094 85494          | Baudenkmal     | BW   |
| Mühlenweg 2 (Karte)                       | Bauernhof   |              | 094 85490          | Baudenkmal     | BW   |
| Mühlenweg 3 (Karte)                       | Bauernhof   |              | 094 85491          | Baudenkmal     | BW   |
| Mühlenweg 10 (Karte)                      | Mühle       | Untermühle   | 094 85493          | Baudenkmal     | BW   |
| Sporaer Straße 4 (Karte)                  | Bauernhof   |              | 094 85495          | Baudenkmal     | BW   |
| Sporaer Straße 17 (Karte)                 | Gaststätte  | Rosengarten  | 094 85496          | Baudenkmal     | BW   |
| Sporaer Straße 30 (Karte)                 | Mühle       | Obermühle    | 094 85497          | Baudenkmal     | BW   |

### Ostrau
| Lage              | Bezeichnung | Beschreibung      | Erfassungs- nummer | Ausweisungsart | Bild           |
| ----------------- | ----------- | ----------------- | ------------------ | -------------- | -------------- |
| Ostrau (Karte)    | Kirche      |                   | 094 86222          | Baudenkmal     | Weitere Bilder |
| Ostrau 1 (Karte)  | Mühlenhof   | Kunstmühle Ostrau | 094 86224          | Baudenkmal     | Mühlenhof      |
| Ostrau 11 (Karte) | Bauernhof   |                   | 094 86223          | Baudenkmal     | Bauernhof      |

### Predel
| Lage                                                              | Bezeichnung      | Beschreibung | Erfassungs- nummer | Ausweisungsart               | Bild           |
| ----------------------------------------------------------------- | ---------------- | --- | ------------------ | ---------------------------- | -------------- |
| (Karte)                                                           | Elsterfloßgraben | Kanal Wird als Teilobjekt des Elsterfloßgrabens geführt. In der Vergangenheit bestand auch die Erfassungsnummer 094 86643. | 094 66211 008      | Teilobjekt eines Baudenkmals | BW             |
| Kirchgasse gegenüber Nr. 22 (Karte)                               | Gedenkstätte     | Gedenkstätte | 094 86225          | Baudenkmal                   | BW             |
| Kirchgasse (Karte)                                                | Kirche           | | 094 86238          | Baudenkmal                   | Weitere Bilder |
| Kirchgasse 2 (Karte)                                              | Wohnhaus         | | 094 86226          | Baudenkmal                   | BW             |
| Kirchgasse 4 (Karte)                                              | Toranlage        | | 094 86227          | Baudenkmal                   | BW             |
| Kirchgasse 8 (Karte)                                              | Scheune          | | 094 86229          | Baudenkmal                   | BW             |
| Kirchgasse 12 (Karte)                                             | Bauernhof        | | 094 86230          | Baudenkmal                   | BW             |
| Kirchgasse 13 (Karte)                                             | Schule           | | 094 86231          | Baudenkmal                   | BW             |
| Kirchgasse 14 (Karte)                                             | Wohnhaus         | | 094 86232          | Baudenkmal                   | BW             |
| Kirchgasse 18 (Karte)                                             | Wohnhaus         | | 094 86233          | Baudenkmal                   | BW             |
| Kirchgasse 19 (Karte)                                             | Wohnhaus         | | 094 86234          | Baudenkmal                   | BW             |
| Kirchgasse 20 (Karte)                                             | Wohnhaus         | | 094 86235          | Baudenkmal                   | BW             |
| Kirchgasse 20a (Karte)                                            | Bauernhof        | | 094 86236          | Baudenkmal                   | BW             |
| Kirchgasse 22 (Karte)                                             | Gasthof          | Zum Roten Löwen | 094 86237          | Baudenkmal                   | BW             |
| Leipziger Straße 58 (Karte)                                       | Gasthof          | Zum blauen Ross | 094 86263          | Baudenkmal                   | Gasthof        |
| Leipziger Straße 60 (Karte)                                       | Bauernhof        | | 094 86262          | Baudenkmal                   | BW             |
| Mühlweg 2 (Karte)                                                 | Mühle            | | 094 86935          | Baudenkmal                   | BW             |
| Predel 1, 2, 3, 4, 5, 6, 7 (Karte)                                | Straßenzug       | | 094 86240          | Denkmalbereich               | BW             |
| Predel 1 (Karte)                                                  | Bauernhof        | | 094 86241          | Baudenkmal                   | BW             |
| Predel 2 (Karte)                                                  | Bauernhof        | | 094 86242          | Baudenkmal                   | BW             |
| Predel 3 (Karte)                                                  | Wohnhaus         | | 094 86243          | Baudenkmal                   | BW             |
| Predel 4 (Karte)                                                  | Bauernhof        | | 094 86244          | Baudenkmal                   | BW             |
| Predel 5 (Karte)                                                  | Bauernhof        | | 094 86245          | Baudenkmal                   | BW             |
| Predel 7 (Karte)                                                  | Wohnhaus         | | 094 86246          | Baudenkmal                   | BW             |
| Predel 10 (Karte)                                                 | Wohnhaus         | | 094 86247          | Baudenkmal                   | BW             |
| Predel 17, 18, 19, 20, 21, 22, 24, 26, 34, 35, 36, 37, 38 (Karte) | Anger            | | 094 86249          | Denkmalbereich               | BW             |
| Predel 17 (Karte)                                                 | Bauernhof        | | 094 86248          | Baudenkmal                   | BW             |
| Predel 18 (Karte)                                                 | Bauernhof        | | 094 86250          | Baudenkmal                   | BW             |
| Predel 21 (Karte)                                                 | Wohnhaus         | | 094 86251          | Baudenkmal                   | BW             |
| Predel 26 (Karte)                                                 | Wohnhaus         | | 094 86253          | Baudenkmal                   | BW             |
| Predel 32                                                         | Armenhaus        | | 094 86252          | Baudenkmal                   |                |
| Predel 34 (Karte)                                                 | Bauernhof        | | 094 86254          | Baudenkmal                   | BW             |
| Predel 36 (Karte)                                                 | Bauernhof        | | 094 86255          | Baudenkmal                   | BW             |
| Predel 46 (Karte)                                                 | Wohnhaus         | | 094 86256          | Baudenkmal                   | BW             |
| Predel 48 (Karte)                                                 | Wohnhaus         | | 094 86258          | Baudenkmal                   | BW             |
| Predel 51 (Karte)                                                 | Bauernhof        | | 094 86259          | Baudenkmal                   | BW             |
| Predel 52 (Karte)                                                 | Bauernhof        | | 094 86260          | Baudenkmal                   | BW             |
| Predel 54 (Karte)                                                 | Bauernhof        | | 094 86261          | Baudenkmal                   | Bauernhof      |

### Prehlitz-Penkwitz
| Lage                            | Bezeichnung | Beschreibung | Erfassungs- nummer | Ausweisungsart | Bild      |
| ------------------------------- | ----------- | ------------ | ------------------ | -------------- | --------- |
| Penkwitzer Dorfstraße 1 (Karte) | Bauernhof   |              | 094 86711          | Baudenkmal     | Bauernhof |

### Profen
| Lage                                                                               | Bezeichnung        | Beschreibung | Erfassungs- nummer | Ausweisungsart | Bild           |
| ---------------------------------------------------------------------------------- | ------------------ | ------------ | ------------------ | -------------- | -------------- |
| Am Berg 4 (Karte)                                                                  | Tagelöhnerhaus     |              | 094 86143          | Baudenkmal     | BW             |
| Am Kirchhof 1, 2, 3 (Karte)                                                        | Häusergruppe       |              | 094 86144          | Denkmalbereich | BW             |
| Am Profener Anger 2 (Karte)                                                        | Wirtschaftsgebäude |              | 094 86141          | Baudenkmal     | BW             |
| Am Profener Anger 4 (Karte)                                                        | Wohnhaus           |              | 094 86142          | Baudenkmal     | BW             |
| Leipziger Straße südlich der Zeitzer Straße (Karte)                                | Friedhof           |              | 094 85555          | Baudenkmal     | BW             |
| Leipziger Straße 127 (Karte)                                                       | Wohnhaus           |              | 094 86188          | Baudenkmal     | BW             |
| Markt Platzmitte (Karte)                                                           | Gedenkstätte       |              | 094 86157          | Baudenkmal     | Gedenkstätte   |
| Markt 2 (Karte)                                                                    | Wohnhaus           |              | 094 86151          | Baudenkmal     | BW             |
| Markt 3 (Karte)                                                                    | Wohnhaus           |              | 094 86153          | Baudenkmal     | BW             |
| Markt 7 (Karte)                                                                    | Bauernhof          |              | 094 86154          | Baudenkmal     | BW             |
| Markt 9 (Karte)                                                                    | Wirtschaftsgebäude |              | 094 86712          | Baudenkmal     | BW             |
| Markt 14 (Karte)                                                                   | Gaststätte         |              | 094 86156          | Baudenkmal     | BW             |
| Markt 15, Pegauer Straße 16, 17, 18, 19 (Karte)                                    | Häusergruppe       |              | 094 86178          | Denkmalbereich | Häusergruppe   |
| Mühlende 4 (Karte)                                                                 | Wirtschaftsgebäude |              | 094 86159          | Baudenkmal     | BW             |
| Mühlende 6 (Karte)                                                                 | Wohnhaus           |              | 094 86160          | Baudenkmal     | BW             |
| Mühlende 9 (Karte)                                                                 | Wohnhaus           |              | 094 86161          | Baudenkmal     | BW             |
| Mühlende 16 (Karte)                                                                | Wirtschaftsgebäude |              | 094 86163          | Baudenkmal     | BW             |
| Paradies 1 (Karte)                                                                 | Bauernhof          |              | 094 86164          | Baudenkmal     | BW             |
| Paradies 10 (Karte)                                                                | Wohnhaus           |              | 094 86166          | Baudenkmal     | BW             |
| Paradies 11 (Karte)                                                                | Wohnhaus           |              | 094 86167          | Baudenkmal     | BW             |
| Pegauer Straße 2 (Karte)                                                           | Wirtschaftsgebäude |              | 094 86169          | Baudenkmal     | BW             |
| Pegauer Straße 3 (Karte)                                                           | Bauernhof          |              | 094 86170          | Baudenkmal     | BW             |
| Pegauer Straße 4 (Karte)                                                           | Wohnhaus           |              | 094 86171          | Baudenkmal     | BW             |
| Pegauer Straße 5 (Karte)                                                           | Wohnhaus           |              | 094 86172          | Baudenkmal     | BW             |
| Pegauer Straße 8 (Karte)                                                           | Bauernhof          |              | 094 86174          | Baudenkmal     | BW             |
| Pegauer Straße 9 (Karte)                                                           | Bauernhof          |              | 094 86175          | Baudenkmal     | BW             |
| Pegauer Straße 14 (Karte)                                                          | Bauernhof          |              | 094 86176          | Baudenkmal     | BW             |
| Pegauer Straße 15 (Karte)                                                          | Bauernhof          |              | 094 86177          | Baudenkmal     | BW             |
| Platz der Freiheit 8 (Karte)                                                       | Kulturhaus         |              | 094 85535          | Baudenkmal     | Kulturhaus     |
| Profener Hauptstraße 4, 6, 6a, 7, 7a, 8, 9, 10, 11, 12, 13, 14, 15, 16, 17 (Karte) | Straßenzug         |              | 094 86145          | Denkmalbereich | BW             |
| Profener Hauptstraße 9 (Karte)                                                     | Wohnhaus           |              | 094 86149          | Baudenkmal     | BW             |
| Profener Hauptstraße 11 (Karte)                                                    | Bauernhof          |              | 094 86150          | Baudenkmal     | BW             |
| Schulplatz südöstlich Pfarrhaus (Karte)                                            | Kirche             |              | 094 86179          | Baudenkmal     | Weitere Bilder |
| Schulplatz 2 (Karte)                                                               | Pfarrhaus          |              | 094 86180          | Baudenkmal     | BW             |
| Schulplatz 4 (Karte)                                                               | Wohnhaus           |              | 094 86181          | Baudenkmal     | BW             |
| Schulplatz 6 (Karte)                                                               | Wohnhaus           |              | 094 86182          | Baudenkmal     | BW             |
| Schulplatz 7 (Karte)                                                               | Wohnhaus           |              | 094 86183          | Baudenkmal     | BW             |
| Schulplatz 9 (Karte)                                                               | Wohnhaus           |              | 094 86185          | Baudenkmal     | BW             |
| Schulplatz 10 (Karte)                                                              | Wohnhaus           |              | 094 86186          | Baudenkmal     | BW             |
| Schulplatz 11 (Karte)                                                              | Wohnhaus           |              | 094 86187          | Baudenkmal     | BW             |

### Rehmsdorf
| Lage                                                                            | Bezeichnung         | Beschreibung                                                     | Erfassungs- nummer | Ausweisungsart | Bild           |
| ------------------------------------------------------------------------------- | ------------------- | ---------------------------------------------------------------- | ------------------ | -------------- | -------------- |
| Am Bahnhof gegenüber Am Bahnhof 4 (Bahnhof) (Karte)                             | Gedenkstätte        |                                                                  | 094 85451          | Baudenkmal     | BW             |
| Am Bahnhof 4 (Karte)                                                            | Konzentrationslager | Konzentrationslager, am 29. Februar 2016 als Denkmal ausgewiesen |                    | Baudenkmal     | BW             |
| Birkenweg 10, Fabrikgebäude (Karte)                                             | Fabrik              | Fabrik, am 23. Februar 2016 als Denkmal ausgewiesen              |                    | Baudenkmal     | BW             |
| Brunnenplatz südlich Nr. 4 (Karte)                                              | Kirche              |                                                                  | 094 85455          | Baudenkmal     | Weitere Bilder |
| Brunnenplatz westlich der Kirche (Karte)                                        | Kriegerdenkmal      |                                                                  | 094 85463          | Baudenkmal     | BW             |
| Brunnenplatz 4, 4a, 5, 5b, 24 Ortsmitte incl. Kirche und Kriegerdenkmal (Karte) | Platz               |                                                                  | 094 85468          | Denkmalbereich | BW             |
| Brunnenplatz 4 (Karte)                                                          | Pfarrhaus           |                                                                  | 094 85465          | Baudenkmal     | BW             |
| Brunnenplatz 5 (Karte)                                                          | Gutshaus            |                                                                  | 094 85466          | Baudenkmal     | Gutshaus       |
| Brunnenplatz 10 (Karte)                                                         | Wohnhaus            |                                                                  | 094 85469          | Baudenkmal     | BW             |
| Brunnenplatz 16 (Karte)                                                         | Wohnhaus            |                                                                  | 094 85470          | Baudenkmal     | BW             |
| Brunnenplatz 18 (Karte)                                                         | Wohnhaus            |                                                                  | 094 85471          | Baudenkmal     | BW             |
| Brunnenplatz 21 (Karte)                                                         | Wohnhaus            |                                                                  | 094 85472          | Baudenkmal     | BW             |
| Rehmsdorfer Gartenstraße 5 (Karte)                                              | Wohnhaus            |                                                                  | 094 85473          | Baudenkmal     | BW             |
| Rumsdorfer Platz 3 (Karte)                                                      | Wohnhaus            |                                                                  | 094 85477          | Baudenkmal     | BW             |
| Rumsdorfer Platz 4 (Karte)                                                      | Bauernhof           |                                                                  | 094 85478          | Baudenkmal     | BW             |
| Rumsdorfer Platz 9 (Karte)                                                      | Wohnhaus            |                                                                  | 094 85480          | Baudenkmal     | BW             |

### Reuden
| Lage                                | Bezeichnung      | Beschreibung | Erfassungs- nummer | Ausweisungsart               | Bild           |
| ----------------------------------- | ---------------- | --- | ------------------ | ---------------------------- | -------------- |
| (Karte)                             | Elsterfloßgraben | Kanal Wird als Teilobjekt des Elsterfloßgrabens geführt. In der Vergangenheit bestand auch die Erfassungsnummer 094 86698. | 094 66211 017      | Teilobjekt eines Baudenkmals | BW             |
| Alte Poststraße 9 (Karte)           | Wohnhaus         | | 094 86218          | Baudenkmal                   | BW             |
| Altreuden 5 (Karte)                 | Bauernhof        | | 094 86211          | Baudenkmal                   | BW             |
| Altreuden 7 (Karte)                 | Bauernhof        | | 094 86221          | Baudenkmal                   | BW             |
| Altreuden 8 (Karte)                 | Wohnhaus         | | 094 86210          | Baudenkmal                   | BW             |
| Altreuden 9, 11, 13, 15, 17 (Karte) | Straßenzeile     | | 094 86212          | Denkmalbereich               | Straßenzeile   |
| Feldstraße 1 (Karte)                | Wohnhaus         | | 094 85554          | Baudenkmal                   | BW             |
| Gutsweg 3 (Karte)                   | Wohnhaus         | | 094 86206          | Baudenkmal                   | BW             |
| Gutsweg 4 (Karte)                   | Gutshaus         | | 094 86207          | Baudenkmal                   | Gutshaus       |
| Kirchplatz (Karte)                  | Kirche           | | 094 86219          | Baudenkmal                   | Weitere Bilder |
| Kirchplatz 1 (Karte)                | Wohnhaus         | | 094 86220          | Baudenkmal                   | BW             |
| Leipziger Straße (Karte)            | Kapelle          | Friedhofskapelle | 094 86214          | Baudenkmal                   | BW             |
| Leipziger Straße (Karte)            | Kriegerdenkmal   | | 094 86213          | Baudenkmal                   | BW             |
| Leipziger Straße (Karte)            | Wasserturm       | | 094 86215          | Baudenkmal                   | Weitere Bilder |
| Leipziger Straße 15 (Karte)         | Scheune          | | 094 86216          | Baudenkmal                   | BW             |
| Leipziger Straße 32 (Karte)         | Pfarrhof         | | 094 86217          | Baudenkmal                   | BW             |

### Spora
| Lage                                                        | Bezeichnung | Beschreibung | Erfassungs- nummer | Ausweisungsart | Bild           |
| ----------------------------------------------------------- | ----------- | ------------ | ------------------ | -------------- | -------------- |
| Parkstraße 4 (Karte)                                        | Wohnhaus    |              | 094 86321          | Baudenkmal     | BW             |
| Parkstraße 6 (Karte)                                        | Bauernhof   |              | 094 86322          | Baudenkmal     | BW             |
| Poststraße 7 (Karte)                                        | Wohnhaus    |              | 094 86323          | Baudenkmal     | BW             |
| Sporaer Hauptstraße nordwestlich Nr. 18 (Pfarrhaus) (Karte) | Kirche      |              | 094 86320          | Baudenkmal     | Weitere Bilder |
| Sporaer Hauptstraße 10 (Karte)                              | Gasthof     |              | 094 86315          | Baudenkmal     | BW             |
| Sporaer Hauptstraße 16 (Karte)                              | Schule      |              | 094 86316          | Baudenkmal     | BW             |
| Sporaer Hauptstraße 18 (Karte)                              | Pfarrhaus   |              | 094 86317          | Baudenkmal     | BW             |
| Sporaer Hauptstraße 20 (Karte)                              | Bauernhof   |              | 094 86318          | Baudenkmal     | BW             |
| Sporaer Hauptstraße 34 (Karte)                              | Wohnhaus    |              | 094 86319          | Baudenkmal     | BW             |
| Sporaer Siedlung 1 (Karte)                                  | Villa       |              | 094 85481          | Baudenkmal     | BW             |
| Teichstraße 2 (Karte)                                       | Wohnhaus    |              | 094 86324          | Baudenkmal     | BW             |
| Teichstraße 3 (Karte)                                       | Wohnhaus    |              | 094 86325          | Baudenkmal     | BW             |
| Teichstraße 4 (Karte)                                       | Bauernhof   |              | 094 86326          | Baudenkmal     | BW             |
| Teichstraße 5 (Karte)                                       | Bauernhof   |              | 094 86327          | Baudenkmal     | BW             |

### Sprossen
| Lage                                           | Bezeichnung | Beschreibung | Erfassungs- nummer | Ausweisungsart | Bild |
| ---------------------------------------------- | ----------- | ------------ | ------------------ | -------------- | ---- |
| Sprossener Dorfstraße 12 (Karte)               | Bauernhof   |              | 094 86390          | Baudenkmal     | BW   |
| Sprossener Dorfstraße 14 (Karte)               | Wohnhaus    |              | 094 86391          | Baudenkmal     | BW   |
| Sprossener Dorfstraße 15 südlich Nr. 2 (Karte) | Toranlage   |              | 094 86388          | Baudenkmal     | BW   |
| Sprossener Dorfstraße 16 (Karte)               | Bauernhof   |              | 094 86389          | Baudenkmal     | BW   |

### Staschwitz
| Lage                                                | Bezeichnung    | Beschreibung | Erfassungs- nummer | Ausweisungsart | Bild |
| --------------------------------------------------- | -------------- | ------------ | ------------------ | -------------- | ---- |
| Am Teich 6 (Karte)                                  | Stall          |              | 094 86710          | Baudenkmal     | BW   |
| Am Teich 7 (Karte)                                  | Wohnhaus       |              | 094 86074          | Baudenkmal     | BW   |
| Am Teich 9 (Karte)                                  | Wohnhaus       |              | 094 86076          | Baudenkmal     | BW   |
| Am Teich 4, 4a (Karte)                              | Bauernhof      |              | 094 86641          | Baudenkmal     | BW   |
| Artur-Klötzner-Straße, Hauptstraße Kreuzung (Karte) | Kriegerdenkmal |              | 094 86075          | Baudenkmal     | BW   |

### Stocksdorf
| Lage                 | Bezeichnung | Beschreibung | Erfassungs- nummer | Ausweisungsart | Bild |
| -------------------- | ----------- | ------------ | ------------------ | -------------- | ---- |
| Stocksdorf 1 (Karte) | Wohnhaus    |              | 094 86392          | Baudenkmal     | BW   |

### Torna
| Lage       | Bezeichnung        | Beschreibung | Erfassungs- nummer | Ausweisungsart | Bild |
| ---------- | ------------------ | ------------ | ------------------ | -------------- | ---- |
| 11 (Karte) | Wohnhaus           |              | 094 85907          | Baudenkmal     | BW   |
| 12 (Karte) | Wirtschaftsgebäude |              | 094 85906          | Baudenkmal     | BW   |
| 14 (Karte) | Scheune            |              | 094 85905          | Baudenkmal     | BW   |
| 17 (Karte) | Wohnhaus           |              | 094 85904          | Baudenkmal     | BW   |
| 21 (Karte) | Bauernhaus         |              | 094 85903          | Baudenkmal     | BW   |

### Traupitz
| Lage                                                          | Bezeichnung | Beschreibung | Erfassungs- nummer | Ausweisungsart | Bild      |
| ------------------------------------------------------------- | ----------- | ------------ | ------------------ | -------------- | --------- |
| Traupitzer Dorfstraße 1, 2, 5, 6, Traupitzer Straße 7 (Karte) | Straßenzug  |              | 094 81169          | Denkmalbereich | BW        |
| Traupitzer Dorfstraße 1 (Karte)                               | Wohnhaus    |              | 094 81173          | Baudenkmal     | BW        |
| Traupitzer Dorfstraße 5 (Karte)                               | Bauernhof   |              | 094 81158          | Baudenkmal     | BW        |
| Traupitzer Dorfstraße 6 (Karte)                               | Bauernhof   |              | 094 81159          | Baudenkmal     | Bauernhof |
| Traupitzer Dorfstraße 10 (Karte)                              | Wohnhaus    |              | 094 81161          | Baudenkmal     | BW        |
| Traupitzer Dorfstraße 18 (Karte)                              | Bauernhof   |              | 094 81162          | Baudenkmal     | BW        |
| Traupitzer Dorfstraße 26 (Karte)                              | Wohnhaus    |              | 094 81163          | Baudenkmal     | BW        |
| Traupitzer Dorfstraße 29 (Karte)                              | Scheune     |              | 094 81164          | Baudenkmal     | BW        |
| Traupitzer Dorfstraße 7, 8 (Karte)                            | Bauernhof   |              | 094 81160          | Baudenkmal     | BW        |
| Traupitzer Straße 5 (Karte)                                   | Bauernhof   |              | 094 81172          | Baudenkmal     | BW        |
| Traupitzer Straße 6 (Karte)                                   | Bauernhof   |              | 094 81171          | Baudenkmal     | BW        |
| Traupitzer Straße 7 (Karte)                                   | Bauernhof   |              | 094 81170          | Baudenkmal     | BW        |
| Traupitzer Straße 10 (Karte)                                  | Rittergut   |              | 094 81165          | Baudenkmal     | Rittergut |
| Traupitzer Straße 16 (Karte)                                  | Wohnhaus    |              | 094 81167          | Baudenkmal     | BW        |
| Traupitzer Straße 20 (Karte)                                  | Wohnhaus    |              | 094 81166          | Baudenkmal     | BW        |

### Tröglitz
| Lage | Bezeichnung        | Beschreibung | Erfassungs- nummer | Ausweisungsart | Bild   |
| --- | ------------------ | ------------ | ------------------ | -------------- | ------ |
| Burtschützer Straße 1, 2, 3, 4, 5, 5a, 6, 7, 8, 8b, 9, 9a, 10, 11, 12, 13, 14, 15 ehem. Burtschütz (Karte) | Straßenzug         |              | 094 86357          | Denkmalbereich | BW     |
| Burtschützer Straße ehem. Burtschütz, Ortsmitte (Karte)                                                    | Kirche             | Kirche       | 094 86356          | Baudenkmal     | Kirche |
| Burtschützer Straße 1 ehem. Burtschütz (Karte)                                                             | Bauernhof          |              | 094 86358          | Baudenkmal     | BW     |
| Burtschützer Straße 6 ehem. Burtschütz (Karte)                                                             | Bauernhof          |              | 094 86359          | Baudenkmal     | BW     |
| Burtschützer Straße 7 ehem. Burtschütz (Karte)                                                             | Bauernhof          |              | 094 86360          | Baudenkmal     | BW     |
| Burtschützer Straße 8 ehem. Burtschütz (Karte)                                                             | Wohnhaus           |              | 094 86361          | Baudenkmal     | BW     |
| Burtschützer Straße 12 ehem. Burtschütz (Karte)                                                            | Bauernhof          |              | 094 86364          | Baudenkmal     | BW     |
| Burtschützer Straße 13 ehem. Burtschütz (Karte)                                                            | Bauernhof          |              | 094 86365          | Baudenkmal     | BW     |
| Burtschützer Straße 14 ehem. Burtschütz (Karte)                                                            | Bauernhof          |              | 094 86366          | Baudenkmal     | BW     |
| Burtschützer Straße 8a ehem. Burtschütz (Karte)                                                            | Wohnhaus           |              | 094 86362          | Baudenkmal     | BW     |
| Friedensplatz (Karte)                                                                                      | Schule             |              | 094 86398          | Baudenkmal     | BW     |
| Gleinaer Straße ehem. Burtschütz (Karte)                                                                   | Friedhof           |              | 094 86367          | Baudenkmal     | BW     |
| Techwitzer Straße 1 ehem. Techwitz (Karte)                                                                 | Bauernhof          |              | 094 86393          | Baudenkmal     | BW     |
| Techwitzer Straße 4 ehem. Techwitz (Karte)                                                                 | Wirtschaftsgebäude |              | 094 86394          | Baudenkmal     | BW     |
| Techwitzer Straße 6 ehem. Techwitz (Karte)                                                                 | Wohnhaus           |              | 094 86395          | Baudenkmal     | BW     |
| Techwitzer Straße 8 ehem. Techwitz (Karte)                                                                 | Bauernhof          |              | 094 86396          | Baudenkmal     | BW     |
| Techwitzer Straße 11 ehem. Techwitz (Karte)                                                                | Bauernhof          |              | 094 86397          | Baudenkmal     | BW     |

## Ehemalige Kulturdenkmale nach Ortsteilen
Die nachfolgenden Objekte waren ursprünglich ebenfalls denkmalgeschützt oder wurden in der Literatur als Kulturdenkmale geführt. Die Denkmale bestehen heute jedoch nicht mehr, ihre Unterschutzstellung wurde aufgehoben oder sie werden nicht mehr als Denkmale betrachtet. Mitunter sind Einzelobjekte aber noch immer Bestandteil eines geschützten Denkmalbereichs.

### Bornitz
| Lage                                                   | Bezeichnung        | Beschreibung | Erfassungs- nummer | Ausweisungsart | Bild |
| ------------------------------------------------------ | ------------------ | --- | ------------------ | -------------- | ---- |
| An der Einmündung In der Sechse in die Göbitzer Straße | Scheune            | | 094 85672          | Baudenkmal     |      |
| Bornitzer Hauptstraße 32 (Karte)                       | Wohnhaus           | Wohnhaus Nach Abbruch am 5. Juni 2020 aus dem Denkmalverzeichnis ausgetragen.                                                               | 094 85660          | Baudenkmal     | BW   |
| Bornitzer Hauptstraße 48 (Karte)                       | Wohnhaus           | | 094 85669          | Baudenkmal     | BW   |
| Bornitzer Hauptstraße 51 (Karte)                       | Scheune            | Nach 2016 erfolgter Genehmigung erfolgte noch im gleichen Jahr der Abriss und die Austragung aus dem Denkmalverzeichnis.                    | 094 85670          | Baudenkmal     | BW   |
| Bornitzer Hauptstraße 53 b (Karte)                     | Wirtschaftsgebäude | Wirtschaftsgebäude Bei einer vertieften Erfassung wurde kein Denkmalwert festgestellt. 2024 wurde es aus dem Denkmalverzeichnis gestrichen. | 094 85671          | Baudenkmal     | BW   |

### Draschwitz
| Lage                                | Bezeichnung | Beschreibung | Erfassungs- nummer | Ausweisungsart | Bild |
| ----------------------------------- | ----------- | --- | ------------------ | -------------- | ---- |
| Draschwitzer Hauptstraße 53 (Karte) | Bauernhof   | Bauernhof Bei einer Besichtigung am 26. Mai 2020 wurden massive Schäden festgestellt. Daraufhin erfolgte am 4. Juni 2020 wegen Verlust der Denkmaleigenschaft die Austragung aus dem Denkmalverzeichnis.                    | 094 85732          | Baudenkmal     | BW   |
| Draschwitzer Hauptstraße 58 (Karte) | Scheune     | Scheune Nach einer Zerstörung im Jahr 2018 aus dem Denkmalverzeichnis ausgetragen | 094 85735          | Baudenkmal     | BW   |
| Zeitzer Straße 103 (Karte)          | Bauernhof   | Bauernhof Das für die Denkmaleigenschaft ausschlaggebende Wohngebäude wurde durch Umbauten so verändert, dass die Denkmaleigenschaft verloren ging. Die Austragung aus dem Denkmalverzeichnis erfolgte am 26. Oktober 2020. | 094 85737          | Baudenkmal     | BW   |

### Gleina
| Lage                  | Bezeichnung        | Beschreibung | Erfassungs- nummer | Ausweisungsart | Bild |
| --------------------- | ------------------ | ------------ | ------------------ | -------------- | ---- |
| Dorfstraße 34 (Karte) | Wirtschaftsgebäude |              | 094 86380          | Baudenkmal     | BW   |

### Göbitz
| Lage          | Bezeichnung | Beschreibung | Erfassungs- nummer | Ausweisungsart | Bild |
| ------------- | ----------- | ------------ | ------------------ | -------------- | ---- |
| Dorfstraße 17 | Stall       |              | 094 85898          | Baudenkmal     |      |

### Kadischen
| Lage                | Bezeichnung | Beschreibung                                                                                                 | Erfassungs- nummer | Ausweisungsart | Bild |
| ------------------- | ----------- | --- | ------------------ | -------------- | ---- |
| Kadischen 5 (Karte) | Toranlage   | Im Jahr 2018 wurde die Toranlage nach einer ungenehmigten Zerstörung aus dem Denkmalverzeichnis ausgetragen. | 094 86386          | Baudenkmal     | BW   |

### Langendorf
| Lage             | Bezeichnung | Beschreibung | Erfassungs- nummer | Ausweisungsart | Bild |
| ---------------- | ----------- | --- | ------------------ | -------------- | ---- |
| Am Anger 12      | Wohnhaus    | | 094 86050          | Baudenkmal     |      |
| Traupitzer Weg 8 | Wohnhaus    | Wohnhaus mit massivem Erdgeschoss und Fachwerkaufsatz aus dem 18. Jahrhundert, nach 2016 erteilter Genehmigung erfolgte noch im gleichen Jahr der Abriss. Die Austragung aus dem Denkmalverzeichnis wurde 2017 vorgenommen. | 094 86069          | Baudenkmal     |      |

### Lützkewitz
| Lage          | Bezeichnung | Beschreibung | Erfassungs- nummer | Ausweisungsart | Bild |
| ------------- | ----------- | ------------ | ------------------ | -------------- | ---- |
| Lützkewitz 12 | Bauernhof   |              | 094 86193          | Baudenkmal     |      |

### Minkwitz
| Lage                             | Bezeichnung | Beschreibung | Erfassungs- nummer | Ausweisungsart | Bild |
| -------------------------------- | ----------- | ------------ | ------------------ | -------------- | ---- |
| Minkwitzer Dorfstraße 55 (Karte) | Bauernhof   |              | 094 81147          | Baudenkmal     | BW   |
| Minkwitzer Straße 27 (Karte)     | Bauernhof   |              | 094 81146          | Baudenkmal     | BW   |

### Oelsen
| Lage                         | Bezeichnung  | Beschreibung                                                            | Erfassungs- nummer | Ausweisungsart | Bild |
| ---------------------------- | ------------ | ----------------------------------------------------------------------- | ------------------ | -------------- | ---- |
| Mühlenweg 2, 3, 4, 5 (Karte) | Häusergruppe | Häusergruppe, nach Abbruch 2019 aus dem Denkmalverzeichnis ausgetragen. | 094 85489          | Denkmalbereich | BW   |

### Predel
| Lage                          | Bezeichnung | Beschreibung | Erfassungs- nummer | Ausweisungsart | Bild |
| ----------------------------- | ----------- | --- | ------------------ | -------------- | ---- |
| Predel nördlich Hauptstraße 1 | Scheune     | Klosterscheune | 094 86239          | Baudenkmal     |      |
| Predel 47                     | Bauernhof   | Nach einem im Jahr 2013 genehmigten teilweisen Rückbau des Bauernhofes wurde er im Jahr 2015 aus dem Denkmalverzeichnis ausgetragen. | 094 86257          | Baudenkmal     |      |

### Profen
| Lage                               | Bezeichnung | Beschreibung | Erfassungs- nummer | Ausweisungsart | Bild |
| ---------------------------------- | ----------- | --- | ------------------ | -------------- | ---- |
| Pegauer Straße 1                   | Wohnhaus    | | 094 86168          | Baudenkmal     |      |
| Pegauer Straße 7                   | Wohnhaus    | | 094 86173          | Baudenkmal     |      |
| Profener Hauptstraße 4 (Karte)     | Bauernhof   | Bauernhof Bei einem Brand wurden die original erhaltenen Stallgebäude zerstört. An den Bestandsbauten waren darüber hinaus nicht denkmalgerechte Umbauten erfolgt. Im Ergebnis waren die Denkmaleigenschaften verloren gegangen, so dass am 30. September 2020 die Austragung aus dem Denkmalverzeichnis erfolgte.                    | 094 86146          | Baudenkmal     | BW   |
| Profener Hauptstraße 6, 6a (Karte) | Bauernhof   | Bauernhof Anlässlich einer Ortsbegehung am 6. August 2020 wurde festgestellt, dass das traufständige Wohnhaus des Bauernhofs abgebrochen worden war. Daraufhin wurde der Hof am 30. September 2020 als Einzeldenkmal aus dem Denkmalverzeichnis gestrichen, wobei jedoch die erhaltene Nummer 6a weiter Teil des Denkmalbereichs ist. | 094 86148          | Baudenkmal     | BW   |
| Profener Hauptstraße 8 (Karte)     | Bauernhof   | Bauernhof 2022 nach Abbruch aus dem Denkmalverzeichnis gestrichen. | 094 86158          | Baudenkmal     | BW   |

### Rehmsdorf
| Lage                               | Bezeichnung | Beschreibung | Erfassungs- nummer | Ausweisungsart | Bild |
| ---------------------------------- | ----------- | ------------ | ------------------ | -------------- | ---- |
| Rehmsdorfer Gartenstraße 4 (Karte) | Wohnhaus    |              | 094 85474          | Baudenkmal     | BW   |

### Reuden
| Lage                 | Bezeichnung | Beschreibung | Erfassungs- nummer | Ausweisungsart | Bild |
| -------------------- | ----------- | --- | ------------------ | -------------- | ---- |
| Altreuden 34 (Karte) | Bauernhof   | Bauernhof Nach Abbruch des für die Denkmaleigenschaft ausschlaggebenden Stallgebäudes wurde der Bauernhof am 19. Oktober 2020 aus dem Denkmalverzeichnis gestrichen. Das erhaltene Bauernhaus hatte nach mehreren nicht denkmalgerechten Umbauten keinen Denkmalcharakter mehr. | 094 86209          | Baudenkmal     | BW   |

### Staschwitz
| Lage        | Bezeichnung | Beschreibung | Erfassungs- nummer | Ausweisungsart | Bild |
| ----------- | ----------- | ------------ | ------------------ | -------------- | ---- |
| Am Teich 12 | Wohnhaus    |              | 094 86077          | Baudenkmal     |      |

### Traupitz
| Lage                    | Bezeichnung         | Beschreibung | Erfassungs- nummer | Ausweisungsart | Bild |
| ----------------------- | ------------------- | ------------ | ------------------ | -------------- | ---- |
| Traupitzer Dorfstraße 3 | Wohnhaus, Toranlage |              | 094 81157          | Baudenkmal     |      |

### Tröglitz
| Lage                                              | Bezeichnung | Beschreibung                                                                                            | Erfassungs- nummer | Ausweisungsart | Bild |
| ------------------------------------------------- | ----------- | --- | ------------------ | -------------- | ---- |
| Burtschützer Straße 10 ehemals Burtschütz (Karte) | Bauernhof   | Im Jahr 2018 wurde der Bauernhof nach einem genehmigten Abbruch aus dem Denkmalverzeichnis ausgetragen. | 094 86363          | Baudenkmal     | BW   |

## Legende
In den Spalten befinden sich folgende Informationen:
- Lage: Nennt den Straßennamen und wenn vorhanden die Hausnummer des Kulturdenkmals. Die Grundsortierung der Liste erfolgt nach dieser Adresse. Der Link „Karte“ führt zu verschiedenen Kartendarstellungen und nennt die geographischen Koordinaten.
Link zu einem Kartenansichtstool, um Koordinaten zu setzen. In der Kartenansicht sind Baudenkmale ohne Koordinaten mit einem roten bzw. orangen Marker dargestellt und können in der Karte gesetzt werden. Baudenkmale ohne Bild sind mit einem blauen bzw. roten Marker gekennzeichnet, Baudenkmale mit Bild mit einem grünen bzw. orangen Marker.
- Offizielle Bezeichnung: Nennt den Namen, die Bezeichnung oder zumindest die Art des Kulturdenkmals und verlinkt, soweit vorhanden, auf den Artikel zum Objekt.
- Beschreibung: Nennt bauliche und geschichtliche Einzelheiten des Kulturdenkmals, vorzugsweise die Denkmaleigenschaften.
- Erfassungsnummer: Für jedes Kulturdenkmal wird in Sachsen-Anhalt eine 20stellige Erfassungsnummer vergeben. Die letzten zwölf Ziffern werden für die Untergliederung nach Teilobjekten genutzt und werden nur angegeben, soweit vergeben. In dieser Spalte kann sich folgendes Icon  befinden, dies führt zu Angaben zu diesem Baudenkmal bei Wikidata.
- Ausweisungsart: Die Einordnung des Denkmales nach § 2 Abs. 2 DenkmSchG LSA
- Bild: Ein Bild des Denkmales, und gegebenenfalls einen Link zu weiteren Fotos des Kulturdenkmals im Medienarchiv Wikimedia Commons. Wenn man auf das Kamerasymbol klickt, können Fotos zu Kulturdenkmalen aus dieser Liste hochgeladen werden: